# インターナショナル・メディア学院
インターナショナル・メディア学院（インターナショナル・メディアがくいん）は、日本の声優養成所である。IAMグループ傘下。学校教育法による学校ではない無認可校である。

## 概要
声優の堀川りょうが学院長を務める。講師陣は及川ひとみ、宮健一、宮村優子、勝田詩織、近藤薫ら。運営母体のIAMグループが手がける自社制作アニメ作品への参加など実践体験を取り入れている。卒業生には宮健一や鈴木愛奈、松井恵理子、佐藤祐吾、影山灯、花井美春、千葉瑞己などがいる。
2016年（平成28年）3月には日本初となるYouTuber養成コースを開設した。YouTubeへの動画投稿により一定の収入と知名度向上が見込めることから、声優を目指す生徒の動画作成を支援する。同コースでは、子供の動画出演を目的とした親の受講も受け付けている。
また、定年退職後の趣味としてシニア世代に発声法のレッスンやアフレコ体験の需要が高まっていることを背景に、50歳以上を対象として発声の基本レッスンを行う講座を大阪校に開設している。

## 主な講師陣
- 堀川りょう（学院長）[1]
- 及川ひとみ
- 宮村優子[1]
- 宮健一（卒業生）（専任講師）
- 外島孝一
- 山口照雄
- 市山貴章
- 芦川誠
- 一条和矢
- 勝田詩織（卒業生）
- IKKAN
- miyu
- 荻野欣士郎
- 近藤薫

## 主な卒業生
- 相田あすか
- 影山灯
- 佐藤祐吾
- 鈴木愛奈
- 七海映子
- 花井美春
- 松井恵理子
- 結城飛鳥
- 千葉瑞己

## 製作委員会参加作品
- 自社制作アニメ「雨色ココア（シリーズ第1期）」
- 自社制作アニメ「雨色ココア Rainy colorへようこそ！（シリーズ第2期）」
- 自社制作アニメ「雨色ココア in Hawaii（シリーズ第3期）」
- 自社制作アニメ「あめこん!!（シリーズ第4期）」
- 自社制作アニメ「雨色ココア sideG（シリーズ第5期）」
- 製作委員会参画「三者三葉」
- 製作委員会参画「城下町のダンデライオン」
- 音響制作協力「電波教師」